# Renault Taliant
Renault Taliant (от англ. talent — талант) — бюджетный седан B-класса, выпускаемый французским автопроизводителем Renault для турецкого рынка с 2021 года. Автомобиль построен на модульной платформе CMF-B. Эту платформу он делит с моделью Logan (в Турции известен как Symbol), заменой которой он является.
Впервые модель была представлена 11 марта 2021 года, а в продажу поступила 24 мая. Модель основана на Logan третьего поколения, но отличается от него изменённым дизайном переднего и заднего бампера, а также формой дверей. По сравнению с Symbol третьего поколения модель стала на 42 мм длиннее, на 113 мм шире и на 16 мм ниже. Колёсная база стала длиннее на 14 мм.